# آهنگ ساعتی سرسویی
نرخ ساعتی سَرسویی (ZHR) یکی از مفهوم‌های ستاره‌شناسی است.
نرخ ساعتی سرسویی یعنی تعداد شهاب‌هایی که در صورت قرار داشتن کانون بارش شهابی در سرسو در جایی با افق کاملاً باز و صاف و حدّ قدر ۶٫۵ در طول یک ساعت با چشم غیر مسلح قابل دیدن هستند.
تعریف نرخ ساعتی سرسویی کمی پیچیده‌است اما برای به دست آوردن اطلاعات علمی دقیق از اوضاع بارش‌های شهابی لازم است.